# Open Geospatial Consortium
El Open Geospatial Consortium (OGC) se creó en 1994 y agrupa (en mayo de 2019) a 527 miembros de organizaciones públicas y privadas.
Es una organización internacional sin fines de lucro comprometida con la creación de estándares abiertos e interoperables para la comunidad geoespacial global en el marco de los Sistemas de Información Geográfica y de la World Wide Web. Persigue acuerdos entre las diferentes empresas del sector que posibiliten la interoperación de sus sistemas de geoprocesamiento y facilitar el intercambio de la información geográfica en beneficio de los usuarios. 
Los inicios del OGC se encuentran ligado al software SIG de fuente abierta GRASS y la subsiguiente fundación OGF (Open GIS Foundation) creada en 1992. Anteriormente fue conocido como Open GIS Consortium.

## Especificaciones
Las especificaciones más importantes surgidas del OGC son:
- GML - Lenguaje de Marcado Geográfico (no confundir con Lenguaje de Marcado Generalizado, también GML)
- KML - Keyhole Markup Language es un lenguaje de marcado basado en XML para representar datos geográficos en tres dimensiones.
- WFS - Web Feature Service o Servicio de entidades vectoriales que proporciona la información relativa a la entidad almacenada en una capa vectorial (cobertura) que reúnen las características formuladas en la consulta.
- WMS - Web Map Service o Servicio de mapas en la web que produce mapas en formato imagen a la demanda para ser visualizados por un navegador web o en un cliente simple.
- WCS - Web Coverage Service o Servicio de coberturas en la web (datos raster).
- CSW - Web Catalogue Service o Servicio de catálogo.